# Roxen
Roxen er en middelstor sø i Sverige, beliggende i det svenske län Öster Götland
Den ligger ca. 32 moh. og har et areal på 97 km². Roxen er en næringsrig, lavvandet sø, hvilket affødet et rigt fugleliv. Søen er 8 m på det dybeste. I vest er søen ca. 6 km bred, og møder Motala ström, Svartån og Stångån med Kinda kanal, i den sydligste vig, nord for Linköping. Mot øst smalner Roxen ind til langstrakt vig. Fra denne vigs østlige ende, ved Norsholm, fortsætter Motala ström nordover mod søen Glan.
Göta kanal går gennem søen fra Norsholm til Berg i Linköping.
Et 42 km² stort område af den vestlige del af Roxen har siden 19. november 2001 været beskyttet under Ramsar-konventionen .
Den rødlistede fiskeart asp lever i søsystemet.